# جيفرسون بيريز
جيفرسون بيريز (بالإنجليزية: Jefferson Pérez) (و. 1974  م) هو منافس ألعاب قوى، وشخصية أعمال إكوادوري، ولد في كوينكا، شارك في الألعاب الأولمبية الصيفية 2008، والألعاب الأولمبية الصيفية 1996، والألعاب الأولمبية الصيفية 2000، والألعاب الأولمبية الصيفية 2004، والألعاب الأولمبية الصيفية 1992.

## روابط خارجية
- جيفرسون بيريز على موقع الاتحاد الدولي لألعاب القوى (الإنجليزية)
- جيفرسون بيريز على موقع اللجنة الأولمبية الدولية (الإنجليزية)
- جيفرسون بيريز على موقع أوليمبيديا (الإنجليزية)